# Tangara cayana
Tangara cayana là một loài chim trong họ Thraupidae.